# Threshold (альбом)
Threshold  (с англ. — «Порог») — шестой студийный альбом шведской пауэр-метал-группы HammerFall, выпущенный в октябре 2006 года на лейбле Nuclear Blast. На данном альбоме вновь можно встретить характерные для пауэр-метала скорость и быстрые мелодичные гитарные соло. Это последний альбом, в записи которого участвовали гитарист Стефан Элмгрен и басист Магнус Розен.
В японской версии альбома добавлены две бонусные композиции - «The Fire Burns Forever (SP)» и «Raise The Hammer (Live)».

## Список композиций
1. Threshold — 04:45
2. The Fire Burns Forever — 03:22
3. Rebel Inside — 05:34
4. Natural High — 04:15
5. Dark Wings, Dark Words — 05:02
6. Howlin' With The 'Pac —  04:06
7. Shadow Empire — 05:15
8. Carved In Stone — 06:12
9. Reign Of The Hammer — 02:50
10. Genocide — 04:43
11. Titan — 04:24

## Бонус-треки
1. The Fire Burns Forever (SP) — 03:22
2. Natural High (Video Version) — 04:31
3. Raise The Hammer (Live) — 03:38

## Синглы
- Natural High (2006)

## Участники записи
- Йоаким Канс (швед. Joacim Cans) — вокал;
- Оскар Дроньяк (швед. Oscar Dronjak) — гитары, бэк-вокал, клавишные, тамбурин;
- Стефан Эльмгрен (швед. Stefan Elmgren) — гитары (лидер, ритм, акустическая и 12-струнная), бэк-вокал;
- Магнус Розен (швед. Magnus Rosén) — бас-гитара;
- Андерс Юханссон (швед. Anders Johansson) — ударные.

Приглашённые музыканты
- Рольф Кёлер – бэк-вокал;
- Olaf Zenkbiel – бэк-вокал;
- Mats Rendlert – бэк-вокал;
- Joacim Lundberg – бэк-вокал;
- Markus Sköld – бэк-вокал;
- Johan Aremyr – бэк-вокал.